# O szczęściu
O szczęściu – książka polskiego filozofa Władysława Tatarkiewicza (1886-1980) poświęcona zagadnieniom szczęścia na gruncie etyki. Jej pierwotny tytuł brzmieć miał „O względności szczęścia”, co miało być nawiązaniem do innej pracy o tytule „O bezwzględności dobra”.
Przygotowania do napisania rozprawy miały miejsce od 1918 kiedy to autor miał odczyty kilku swoich esejów na temat szczęścia w Warszawskim Towarzystwie Filozoficznym. Dwa lata później doszedł do tego nowo otwarty Uniwersytet Stefana Batorego w Wilnie. Ich tematyka pokrywała się z treściami, jakie zawierają rozdziały 7, 24 i 26 znajdujące się w pierwszym i drugim wydaniu. Jeden z nich został opublikowany w „Przeglądzie Filozoficznym” pod tytułem „Pojęcie szczęścia a wymagania prawidłowej terminologii”.
Od tego czasu filozof rozpoczął zbieranie materiałów, czego efektem było rozpoczęcie prac nad książką jesienią 1938. Praca była gotowa w sierpniu 1939 jednak w związku z wybuchem II wojny światowej Tatarkiewicz postanowił dopisać nowy rozdział o nazwie „Cierpienie”. Kolejne fragmenty były tworzone aż do 1943. Pierwotna wersja rozprawy doczekała się odczytów na Uniwersytecie Warszawskim w latach 1938–1939, a potem w czasie okupacji na tajnych zebraniach. Większość osób, która uczestniczyła w odczytach, a która w mniejszy lub większy sposób pomogła autorowi w stworzeniu ostatecznej wersji rozprawy, nie przeżyła wojny.
Podczas powstania warszawskiego w 1944 udało się autorowi uratować rękopis z domu, który został podpalony. W czasie opuszczania Warszawy przez ludność cywilną (w październiku 1944) walizka Tatarkiewicza, będącego w drodze do obozu Dulag 121 w Pruszkowie, została zrewidowana przez oficera niemieckiego, który wyrzucił rękopis do rynsztoka mówiąc:

Praca naukowa? To już niepotrzebne – nie ma już polskiej kultury.

Filozof ryzykując uratował manuskrypt. Niestety utracone zostały zbierane przez długi czas materiały, czego efektem są niekompletne przypisy w książce.
Pierwsze wydanie miało miejsce w Krakowie w 1947. Trzecie wydanie nastąpiło w Warszawie nakładem Wydawnictwa Naukowego PWN w 1962, w którym zostały opuszczone rozdziały: „Szczęście i wzruszenie”, „O szczęśliwych dniach” (poprzez twierdzenie, iż były one za bardzo emocjonalne) i „O szczęściu ludzi przeszłych i przyszłych” (uznając go za hipotetyczny), dodany został natomiast rozdział „Szczęście a zdrowie psychiczne” będący wynikiem rozmów Tatarkiewicza z Eugeniuszem Geblewiczem.
Według biografa Tatarkiewicza – Marka Jaworskiego rozprawa

zawiera przegląd podstawowych koncepcji szczęścia i dróg jego osiągania... Nie jest to poradnik praktyczny, ale głęboka refleksja nad jedną z fundamentalnych kategorii etycznych. Książka ta może najpełniej prezentuje ‘etyczny optymizm’ szkoły lwowsko-warszawskiej.

## Rozdziały[3]
1. Cztery pojęcia szczęścia
2. Definicja szczęścia
3. Pojęcie szczęścia i jego odmiany
4. Koleje pojęcia szczęścia
5. Przyjemności a szczęście
6. Szczęście a nieszczęście
7. Przyjemności
8. Cierpienia
9. Małe przyjemności
10. Szczęście przewidywane a rzeczywiste
11. Szczęście a zdrowie psychiczne
12. Szczęście i świat
13. Szczęście i czas
14. Przeszkody w szczęściu
15. Czynniki szczęścia
16. Źródła szczęścia
17. Charakter człowieka a jego szczęście
18. Zakazy dla szczęśliwych
19. Nakazy dla szczęśliwych
20. Osiągalność szczęścia
21. Niewiara w szczęście
22. Szczęście w utopiach
23. Dążenie do szczęścia
24. Hedonizm i eudajmonizm
25. Obowiązek szczęścia i prawo do szczęścia